# Ogorzele
Ogorzele (niem. Neuendorf) – osada wsi Dąbrowa Nowogardzka w Polsce, położona w województwie zachodniopomorskim, w powiecie goleniowskim, w gminie Nowogard, przy drodze wojewódzkiej nr 106 Rzewnowo – Stargard – Pyrzyce.
W latach 1975–1998 osada administracyjnie należała do województwa szczecińskiego.
Wcześniejsza nazwa – Nowa Wieś.